# ザックール・テトローデ方程式
ザックール・テトローデ方程式（ザックール・テトローデほうていしき、英: Sackur–Tetrode equation）またはザックール・テトローデの式（ザックール・テトローデのしき）とは、統計力学において内部自由度のない古典的な理想気体のエントロピーを表す状態方程式である。ザックールは「サッカー」、テトローデは「テトロード」とも言う。
希ガスや水銀蒸気などの単原子気体の標準モルエントロピーは、この方程式から計算される。
分子の回転運動や分子振動などの内部自由度がある理想気体では、この方程式から分子の並進運動によるエントロピーが計算される。
1912年にドイツのオットー・ザックール（独: Otto Sackur）とオランダのヒューホー・テトローデ（丁: Hugo Martin Tetrode）がそれぞれ独立に導いた。

## 内容
ザックール・テトローデ方程式は、温度 T、体積 V、原子数 N の平衡状態にある単原子理想気体のエントロピー S を表す方程式
{\displaystyle S=Nk\ln \left[\left({\frac {2\pi mk}{h^{2}}}\right)^{3/2}{\frac {T^{3/2}V}{N}}\right]+{\frac {5}{2}}Nk}
である。ここで k はボルツマン定数、h はプランク定数、m は原子の質量である。導出の際にはギブズのパラドックスも考慮される。
この系の状態方程式は
{\displaystyle pV=NkT}
と表され、これを用いると
{\displaystyle S=Nk\ln \left[\left({\frac {2\pi m}{h^{2}}}\right)^{3/2}{\frac {(kT)^{5/2}}{p}}\right]+{\frac {5}{2}}Nk}
となる。
この系の内部エネルギーは
{\displaystyle U={\frac {3}{2}}NkT}
と表され、これを用いると
{\displaystyle S=Nk\ln \left[\left({\frac {4\pi m}{3h^{2}}}\right)^{3/2}{\frac {U^{3/2}V}{N^{5/2}}}\right]+{\frac {5}{2}}Nk}
となる。
温度 T に依存する熱的ド・ブロイ波長
{\displaystyle \Lambda ={\frac {h}{\sqrt {2\pi mkT}}}}
を用いると、ザックール・テトローデ方程式は
{\displaystyle {\frac {S}{Nk}}=\ln {\frac {V}{N\Lambda ^{3}}}+{\frac {5}{2}}}
と簡潔に表すことができる。
この方程式によりエントロピーが定数を含めて定まり、熱測定から求めた第三法則エントロピーと比較することで、ミクロな定数の組み合わせ m3/2k5/2h−3 を決定することが出来る。
温度を絶対零度まで近づけていくと、ザックール・テトローデ方程式のエントロピーは負の無限大に発散してしまい、絶対零度でエントロピーはゼロであると主張する熱力学第三法則に反する。この方程式は古典領域（十分に高温）では良く成立するが、低温では破綻する。
統計力学を使わずに熱力学から導いた理想気体のエントロピーは、温度 T、圧力 p、物質量 n の平衡において
{\displaystyle S=n\sigma ^{*}+{\frac {n\gamma R}{\gamma -1}}\ln {\frac {T}{T^{*}}}-nR\ln {\frac {p}{p^{\circ }}}}
である。ここで R はモル気体定数、γ は比熱比である。
また、σ*, T*, p° はそれぞれエントロピー、温度、圧力の基準を与える適当な定数である。
この式とサッカー・テトローデ方程式と比較すれば、γ/(γ − 1) = 5/2 あるいは γ = 5/3 が満たされていることが分かる。
また、定数の間に
{\displaystyle {\frac {\sigma ^{*}}{R}}={\frac {5}{2}}+\ln \left[\left({\frac {2\pi m}{h^{2}}}\right)^{3/2}{\frac {(kT^{*})^{5/2}}{p^{\circ }}}\right]}
の関係にあることが分かる。

## 導出

### 古典的な分配関数による導出
古典系における分配関数を扱うため、十分に温度が高い状態を考える。まず3次元の体積 V の容器の中を運動する1個の粒子を考えると、この1粒子系のハミルトニアン H は
{\displaystyle H(p,q)={\frac {1}{2m}}(p_{1}^{2}+p_{2}^{2}+p_{3}^{2})+U(q_{1},q_{2},q_{3})}
と表される。U(q) は粒子が容器内に囚われていることを示すポテンシャルエネルギーであり、容器の中では 0 になり、外では十分に大きな正の値をとる。このハミルトニアンを使うと、温度 T の平衡状態での分配関数は位相空間上での積分より
{\displaystyle {\begin{aligned}Z_{1}&=\int \left(\prod _{i=1}^{3}{\frac {dp_{i}dq_{i}}{h}}\right){\text{e}}^{-H(p,q)/kT}\\&={\frac {1}{h^{3}}}\left\{\prod _{i=1}^{3}\int _{-\infty }^{\infty }dp_{i}\,{\text{e}}^{-p_{i}^{2}/(2mkT)}\right\}\left(\int _{V}d^{3}q\,{\text{e}}^{-U(q)/kT}\right)\\&={\frac {(2\pi mkT)^{3/2}}{h^{3}}}\cdot V\\&={\frac {V}{\Lambda ^{3}}}\end{aligned}}}
となる。ここで{\displaystyle \Lambda }は前述の熱的ド・ブロイ波長である。運動量による積分はガウス積分を用いて計算した。
次に粒子数を増やして N 個の粒子を考える。気体粒子同士は相互作用をしないものとする。さらに各粒子は区別できないものとすると、N 粒子系の分配関数は
{\displaystyle Z={\frac {1}{N!}}{Z_{1}}^{N}={\frac {1}{N!}}{\frac {V^{N}}{\Lambda ^{3N}}}}
となる。ここからヘルムホルツエネルギーは
{\displaystyle F=-kT\ln Z=-NkT\ln {\frac {V}{N\Lambda ^{3}}}-NkT}
となる。ここで階乗の対数はスターリングの近似 ln N! ≈ NlnN − N を用いて評価している。従って、エントロピーは
{\displaystyle S=-{\frac {\partial F}{\partial T}}=Nk\ln {\frac {V}{N\Lambda ^{3}}}+{\frac {5}{2}}Nk}
となり、ザックール・テトローデ方程式が導かれる。
さらに圧力は
{\displaystyle p=-{\frac {\partial F}{\partial V}}={\frac {NkT}{V}}}
となり、この系が理想気体の状態方程式を満たすことが分かる。また、内部エネルギーは
{\displaystyle U=F+TS={\frac {3}{2}}NkT}
となる。

## ザックール・テトローデ定数
ザックール・テトローデ定数とは
{\displaystyle {\frac {S_{0}}{R}}={\frac {5}{2}}+\ln \left[\left({\frac {2\pi m_{\text{u}}}{h^{2}}}\right)^{3/2}{\frac {(kT_{1})^{5/2}}{p^{\circ }}}\right]}
で定義される定数である。ここで mu は原子質量定数である。
この定数の値は温度の基準として T1 = 1 K、標準状態圧力として p° = 1 bar = 100 kPa に選んだとき
{\displaystyle {\frac {S_{0}}{R}}=-1.151~707~534~96(47)}
であり（2022 CODATA推奨値）、標準状態圧力として p° = 1 atm = 101.325 kPa に選んだときは
{\displaystyle {\frac {S_{0}}{R}}=-1.164~870~521~49(47)}
である（2022 CODATA推奨値）。
ザックール・テトローデ定数を用いれば、単原子理想気体のモルエントロピーが
{\displaystyle S=S_{0}+{\frac {3}{2}}R\ln A_{\text{r}}+{\frac {5}{2}}R\ln {\frac {T}{T_{1}}}-R\ln {\frac {p}{p^{\circ }}}}
と表わされる。ここで Ar は相対原子質量である。